# إيفرت دوكينز
إيفرت دوكينز (بالإنجليزية: Everett Dawkins) هو لاعب كرة قدم أمريكي، ولد في 13 يونيو 1990 في سبارتانبرغ في الولايات المتحدة. لعب مع مينيسوتا فايكنج.

## وصلات خارجية
- إيفرت دوكينز على موقع مرجع كرة القدم المحترفة.كوم (الإنجليزية)